# Tales of Symphonia (manga)
Tales of Symphonia (テイルズ オブ シンフォニア, Teiruzu obu Shinfonia) est le titre d’une série de 6 mangas qui retracent les aventures de Lloyd Irving et des autres protagonistes du jeu vidéo de rôle Tales of Symphonia. Ce shōnen est dessiné par Hitoshi Ichimura, et est édité par Mag Garden au Japon. Le manga est édité en France par Ki-oon.
Le manga reste globalement très proche des évènements du jeu original et l’histoire est tout à fait compréhensible, même sans avoir joué au jeu vidéo. Les couvertures représentent tour à tour Lloyd Irving, Colette Brunel, Zelos Wilder, Yggdrasill, Kratos Aurion et la déesse Martel. Le style des ouvrages reste globalement très épuré mais détaillé en ce qui concerne les protagonistes.

## Liste des volumes
Chaque tome comporte 208 pages.
- Tome 1 (sortie française le 12 mars 2009)
- Tome 2 (sortie française le 14 mai 2009)
- Tome 3 (sortie française le 2 juillet 2009)
- Tome 4 (sortie française le 8 octobre 2009)
- Tome 5 (sortie française le 28 janvier 2010)
- Tome 6 (sortie française le 28 janvier 2010)